# Bulbophyllum auricomum
Bulbophyllum auricomum är en orkidéart som beskrevs av John Lindley. Bulbophyllum auricomum ingår i släktet Bulbophyllum och familjen orkidéer. Inga underarter finns listade i Catalogue of Life.